# Luis Fuentes Bejarano
Luis Moragas y Fuentes, conocido profesionalmente como Luis Fuentes Bejarano  (Madrid, 19 de agosto de 1902 - Sevilla, 25 de abril de 1999) fue un torero español.

## Biografía
Aunque madrileño de nacimiento, creció en Málaga, primer lugar donde salto de espontáneo al coso de La Malagueta. Como maletilla de adolescente, recorrió las localidades andaluzas en busca de la oportunidad para una novillada. Con diecinueve años ya había realizado sus primeras corridas como novillero, llegando a torear en Madrid en el verano de 1922 donde ganó fama de promesa. En 1923 recibió la alternativa como torero en la plaza de Vitoria de la mano de Victoriano Roger Serrano, con El Algabeño como testigo, y toreó por vez primera como matador en Madrid en julio de 1924. Fue considerado un torero de rigor, serio, muy capaz en todos los tercios y que gustaba de colocar el mismo las banderillas. Sus principales éxitos los cosechó en la primera parte de la década de 1930 (antes de la Guerra Civil), formando parte del trío que inauguró la Plaza de las Ventas de Madrid. Se cortó la coleta el Día de la Hispanidad de 1940, también en las Ventas, con Cagancho, Gitanillo de Triana II y Mariano García de Lora. Tiene calle dedicada en Sevilla.